# 리지스 코딕

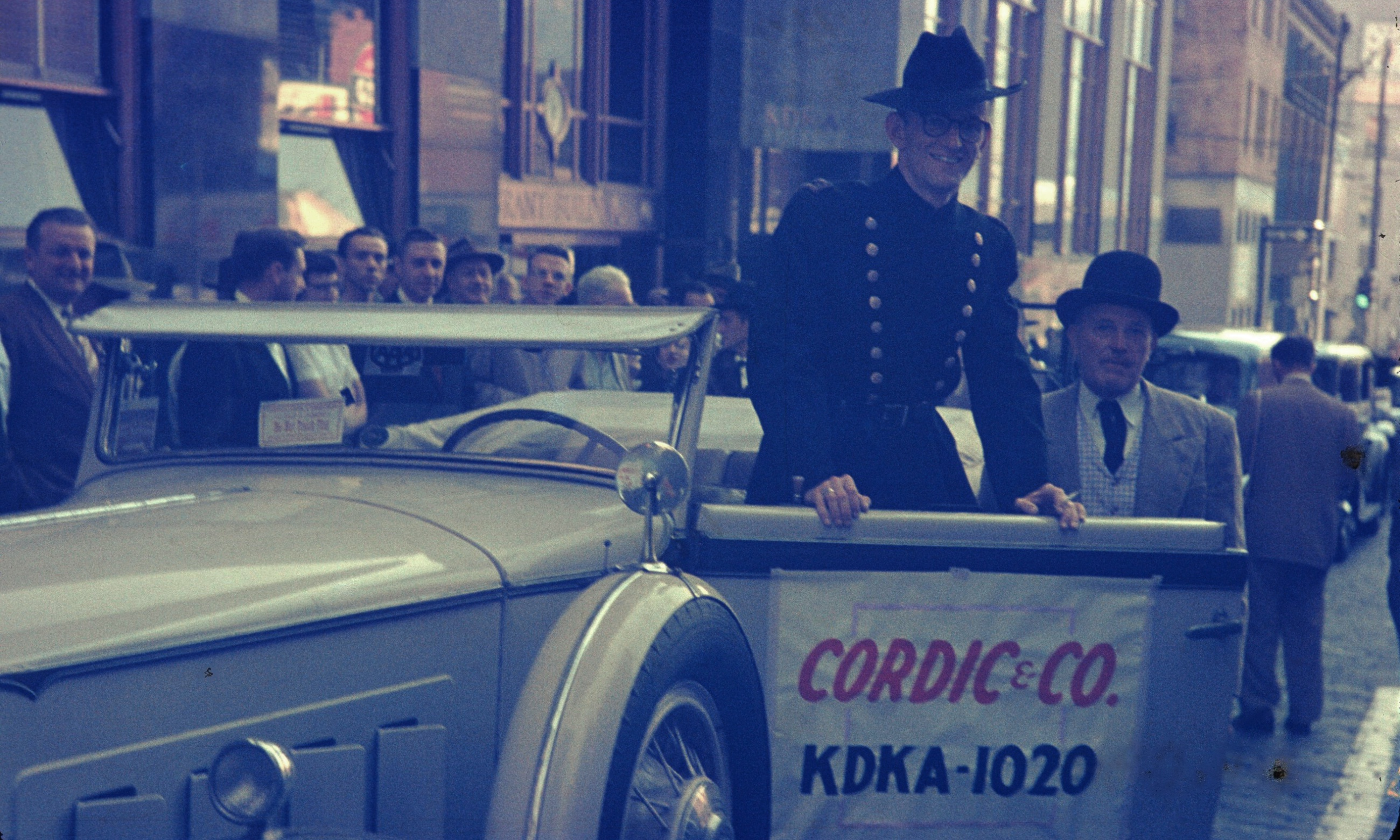

리지스 코딕(Regis Cordic, 1926년 5월 15일 ~ 1999년 4월 16일)은 미국의 배우, 텔레비전 배우, 라디오 DJ, 성우이다.
피츠버그에서 태어났으며 로스앤젤레스에서 사망하였다. 포리스트 론 메모리얼 파크에 매장되었다.

## 영화
- 트랜스포머 더 무비 (1986년) - 쿠인테슨 심판관 목소리 역
- 트랜스포머 - 시리즈 (1984년)
- 스파이더맨 - TV 만화 시리즈 (1981년)
- 텔레폰 (1977년)
- 형사 Q (1976년)
- 크라임 클럽 (1975년)
- 와일드 파티 (1975년)
- 6백만 달러의 사나이 - TV 시리즈 (1974년)
- 명탐정 바나비 존즈 (1973년)
- 샌프란시스코 수사반 (1972년)
- 월튼네 사람들 (1972년)
- 더 세븐 미니츠 (1971년)
- 수사관 맥클라우드 (1970년)
- 닥터 웰비 (1969년)
- 아이언 사이드 (1967년)
- 딜론 보안관 (1955년)